# Technomyrmex mayri
Technomyrmex mayri é uma espécie de formiga do gênero Technomyrmex.